# Мијат Машковић
Мијат Машковић (Плана, код Колашина, 10. септембар 1910 — Кинто, 24. август 1937), студент права и учесник Шпанског грађанског рата.

## Биографија
Рођен је 10. септембра 1910. године у селу Плана, код Колашина. Студирао је на Прваном факултету у Београду. У студентском револуционарном покрету учествовао је од 1931. године, када је постао и члан Комунистичке партије Југославије (КПЈ). Истакао се у многим студентским демонстрацијама, а 1934. године је организовао прву партијску ћелију у Колашину. Сарђивао је у левичарским часописима и написао неколико приповетака, песама и прича.
Од 1937. године учествовао је у шпанском грђанском рату. Имао је чин поручника Шпанске републиканске армије и био командир чете „Матија Губец“ у батаљону „Георги Димитров“. Погинуо је 24. августа 1937. године, у јуришу, код града Кинто.
Ћерка његовог рођеног брата Новице, Јелица Машковић, која је погинула августа 1942. године, као борац Четврте пролетерске црногорске ударне бригаде, проглашена је за народног хероја.